# Državni arhiv u Bjelovaru
Državni arhiv u Bjelovaru jedan je od 18 državnih arhiva u Hrvatskoj koji skrbi o javnom i privatnom arhivskom gradivu. 

## Povijest ustanove
Državni arhiv u Bjelovaru osnovan je i počinje s radom 1961. godine pod nazivom Historijski arhiv Bjelovar. Odluku o njegovom osnivanju donosi Narodni odbor kotara Bjelovar u lipnju 1961. godine nakon usuglašavanja s Narodnim odborima kotareva Križevci i Daruvar. Na korištenje dobiva 5 prostorija u zgradi na glavnom gradskom trgu, koju tada dijeli s Gradskim muzejom   te po 1 prostoriju u zgradama Narodnih odbora kotara Križevci i kotara Daruvar. 
Prvi zaposlenici Arhiva bili su direktor Savo Velagić, na to mjesto imenovan nakon rada u Komisiji za historiju radničkog pokreta, 2 arhivista, jedan imenovan za Daruvar gdje je i radio, a drugi za područje Bjelovara i Križevaca te jedna tajnica i jedna čistačica.
Broj zaposlenih povećavao se, unutrašnja organizacija odjela doživjela je određene promjene tokom godina, no sami zadaci i poslovi Arhiva ostali su nepromijenjeni gotovo do danas:
- zaštita arhivskoga gradiva u arhivu
- sređivanje, popis i objavljivanje arhivskog gradiva, te davanje istoga na korištenje
- izrada obavijesnih pomagala
- nadziranje, čuvanje i odabir arhivskoga gradiva izvan arhiva
- preuzimanje javnog i prikupljanje privatno arhivskog gradiva otkupom, poklonom ili pohranom
- konzerviranje i restauriranje arhivskoga gradiva

### Teritorijalna nadležnost – povijesni pregled
Historijski arhiv u Bjelovaru prema odluci o teritorijalnoj nadležnosti iz 1963. godine skrbi za gradivo na području općina Bjelovar, Čazma, Daruvar, Đurđevac, Garešnica, Grubišno polje, Križevci, Pakrac i Vrbovec. Do prve promjene dolazi već 1967. godine kada je 1. siječnja 1967. godine odlučeno da općina Pakrac prijeđe u sastav Historijskog arhiva u Slavonskom Brodu.
Prvih godina zaposlenici spremišta bili su zaduženi za zaštitu i nadzor nad građom okolnih općina – spremište Križevci za Križevce  i Vrbovec, Daruvar za Daruvar, Pakrac, Garešnicu  i Grubišno polje te spremište Bjelovara za Bjelovar, Čazmu i Đurđevac, no u stvarnosti imala su veoma ograničen prostor pohrane gradiva. Iako su u početku pojedina spremišta imala stručne djelatnike, takva organizacija rada nije nikada potpuno zaživjela pa se nadzor nad gradivom na terenu vršio isključivo iz Bjelovara. Godine 1967. Arhiv dobiva na korištenje spremište u  Čazmi  i proširuje spremišne prostore u Križevcima, da bi do početka 80-tih ostalo samo sa spremištem u Sv. Ivan Žabnu i naravno Bjelovaru. 
Samom Arhivu, prvotno smještenom u zgradi muzeja, zbog potrebe za spremišnim prostorom, Skupština općine Bjelovar 1967. godine dodjeljuje Arhivu na korištenje nekoliko prostorija u susjednoj zgradi na glavnom gradskom trgu. Već iduće godine Arhiv dobiva u trajno korištenje cijelu zgradu zajedno s 3 dvorišne zgrade. Zgrada, jedna od najstarijih u gradu bila je u derutnom stanju, a u pojedinim dijelovima imala je stanare. Uređivanje same zgrade potrajalo je do 1984. godine kada je njena adaptacija konačno dovršena. Ostao je problem uređenja dvorišne zgrade najviše zbog nedostatka financijskih sredstava, no prvenstveno zbog nemogućnosti iseljenja preostalih stanara. Posljednji stanar odselio se 1994. godine iz dvorišne zgrade kada je najzad sav prostor dodijeljen Arhivu došao u njegov stvarni posjed.  
Promjenom društveno-političkog sustava početkom 1990-ih godina dolazi do određenih novina koje su višestruko utjecale na Historijski arhivi u Bjelovaru. Ubrzo dolazi do promjene pravnog statusa regionalnih arhiva u državne ustanove pod upravom Ministarstva kulture. Dolazi i do izmjene naziva svih arhiva, pa tako Historijski arhiv u Bjelovaru mijenja naziv u Povijesni arhiv u Bjelovaru.  Posljednja promjena naziva dolazi ubrzo donošenjem novog zakona 1997. godine kada Arhiv dobiva naziv Državni arhiv u Bjelovaru pod kojim i danas djeluje. Donesen je i novi statut 1998. godine koji nalaže određene promjene i u unutrašnjem ustroju ustanove. Formirani su odjeli – Opći odjel, Odjel za obradu i sređivanje arhivskog gradiva,  Odjel za zaštitu arhivskog i registraturnog gradiva izvan arhiva i Dokumentacijsko-informatički odjel te je takva organizacija ustanove ostala gotovo do danas.
Teritorijalna nadležnost arhiva ostaje ista, no područje koje obuhvaća administrativno je drugačije uređeno. U nadležnosti Arhiva nalazi se područje Bjelovarsko-bilogorske županije u cijelosti te pojedini gradovi i općine Koprivničko-križevačke i Zagrebačke županije. 
Do zadnje promjene u teritorijalnoj nadležnosti dolazi 2008. godine osnivanjem novih arhiva u Križevcima i Virovitici. Odmah je napravljeno razgraničenje gradiva s Državnim arhivom u Virovitici te su određeni fondovi predani na brigu novoosnovanog arhiva u Virovitici.

### Teritorijalna nadležnost 2019. godine
Danas Arhiv obavlja svoju djelatnost na području gradova Bjelovar, Čazma, Daruvar, Garešnica, Grubišno Polje i Vrbovec te općina Berek, Dubrava, Dežanovac, Đulovac, Farkaševac, Gradec, Hercegovac, Ivanska, Kapela, Končanica, Nova Rača, Preseka, Rakovec, Rovišće, Severin, Sirač, Šandrovac, Štefanje, Velika Pisanica, Velika Trnovitica, Veliki Grđevac, Veliko Trojstvo i Zrinski Topolovac.
Državni arhiv u Križevcima do 2019. godine nije počeo s radom, stoga Državni arhiv u Bjelovaru nastavlja obavljati djelatnost i na dijelu Koprivničko-križevačke županije. To je područje gradova Đurđevca i Križevaca te općine Ferdinandovac, Gornja Rijeka, Kalinovac, Kalnik, Kloštar Podravski, Molve, Novo Virje, Podravske Sesvete, Sveti Ivan Žabno, Sveti Petar Orehovec i Virje.
Pod nadzorom Arhiva je 555 pismohrana stvaratelja i posjednika gradiva koji su kategorizirani u 2 kategorije.

### Radni prostori i spremišta
U 21. stoljeće Državni arhiv u Bjelovaru ušao je s projektom izgradnje novog arhivskog spremište. Naime, već krajem 1980-tih uočena je potreba za proširenjem spremišnog prostora zbog povećanja količine preuzetog gradiva no tek 2000. godine projekt je ušao u srednjoročni program financiranja javnih potreba u kulturi. Ubrzo su Ministarstvo kulture  i djelomično Republici Hrvatskoj osigurali sredstava pa 2002. godine počinje gradnja. Već 2004. godine prvo suvremeno i namjenski građeno arhivsko spremište u Republici Hrvatskoj, kapaciteta 800 m2 površine sa smještajnim kapacitetom preko 4.000 d/m gradiva bilo je dovršeno i spremno za useljenje. U novom spremištu danas su pohranjeni svi arhivski fondovi i zbirke, uz koje se nalazi i nesređeno gradivo, čitaonica, te radne prostorije. 
Tijekom 2008. godine počele su pripreme za osnivanje nove Bjelovarsko-križevačke biskupije . Kako se zgrada arhiva nalazi upravo uz tadašnju crkvu Svete Terezije Avilske, Vlada Republike Hrvatske odlučila je darovati zgradu Arhiva i novo spremište za potrebe biskupije. Iseljenje svih radnih prostora i gradiva iz spremišta u glavnoj zgradi dovršeno je krajem 2010. godine. Novo spremište ostaje na korištenje Arhiva idućih 15 godina do kada treba izgraditi novu arhivsku zgradu sa spremišnim prostorom na novoj lokaciji. Radni prostori smješteni u zgradi na Trgu Eugena Kvaternika 6 koju je Grad Bjelovar dodijelio Arhivu u trajno vlasništvo.

## Vanjske poveznice
- Mrežne stranice Državnog arhiva u Bjelovaru
- Facebook stranica Državnog arhiva u Bjelovaru
- Instagram kanal Državnog arhiva u Bjelovaru
- TikTok kanal Državnog arhiva u Bjelovaru